# Coupe du monde de bobsleigh 2008-2009
Navigation
Édition précédente Édition suivante
La Coupe du monde de bobsleigh 2008-2009 se déroule entre le 29 novembre 2008 et le 14 février 2009 autour de huit épreuves (l'épreuve à Cesana Pariol en décembre 208 fut annulée en raison de fortes chutes de neige et remplacé par une nouvelle épreuve à Saint-Moritz en janvier 2009).
La coupe du monde est organisée par la FIBT. L'épreuve de Königssee remplace l'épreuve de Cortina d'Ampezzo en janvier 2009. La compétition regroupe trois disciplines : le bob à 4 masculin, le bob à 2 masculin et le bob à 2 féminin.
Les classements généraux ne comportent que le nom du pilote du bobsleigh.

## Système des points
À chaque épreuve dans la saison, des points sont attribués en fonction du classement selon le tableau ci-dessous (répartition à partir de la saison 2008) :
| Place  | 1er | 2e  | 3e  | 4e  | 5e  | 6e  | 7e  | 8e  | 9e  | 10e | 11e | 12e | 13e | 14e | 15e | 16e | 17e | 18e | 19e | 20e | 21e | 22e | 23e | 24e | 25e | 26e | 27e |
| ------ | --- | --- | --- | --- | --- | --- | --- | --- | --- | --- | --- | --- | --- | --- | --- | --- | --- | --- | --- | --- | --- | --- | --- | --- | --- | --- | --- |
| Points | 225 | 210 | 200 | 192 | 184 | 176 | 168 | 160 | 152 | 144 | 136 | 128 | 120 | 112 | 104 | 96  | 88  | 80  | 74  | 68  | 62  | 56  | 50  | 45  | 40  | 36  | 32  |

## Classements généraux

### Bob à 2 masculin
| Pos. | Bobeur            | WIN | ALT | IGL | KON | SMO 1 | SMO 2 | WHI | PAR | Points |
| ---- | ----------------- | --- | --- | --- | --- | ----- | ----- | --- | --- | ------ |
| 1.   | Beat Hefti        | 1   | 3   | 2   | 11  | 3     | 3     | 2   | 3   | 1581   |
| 2.   | André Lange       | 2   | 1   | 4   | 7   | 11    | 2     | 5   | 6   | 1501   |
| 3.   | Thomas Florschütz | 3   |     | 1   | 1   | 6     | 4     | 1   | 2   | 1453   |
| 4.   | Ivo Rueegg        | 16  | 5   | 8   | 2   | 2     | 8     | 5   | 4   | 1396   |
| 5.   | Alexandre Zoubkov | 10  | 8   | 7   | 3   | 13    | 11    | 7   | 1   | 1321   |
| 6.   | Simone Bertazzo   | 8   | 15  | 9   | 10  | 5     | 10    | 14  | 8   | 1160   |
| 7.   | Wolfgang Stampfer | 19  | 10  | 10  | 14  | 7     | 5     | 13  | 10  | 1090   |
| 8.   | Pierre Lueders    | 5   |     | 18  | dsq | 1     | 1     | 3   | 7   | 1082   |
| 9    | Daniel Schmid     | 11  | 7   | 10  | 9   | 15    | 12    | 12  | 22  | 1016   |
| 10.  | Todd Hays         | 8   | 9   | 6   | 5   | 13    | 13    | 16  |     | 1008   |
| 11.  | Lyndon Rush       | 14  | 14  | 12  | 13  | 16    | 18    | 4   | 13  | 960    |
| 12.  | Jānis Miņins      | 22  | 19  | 19  | 12  | 4     | 7     | 9   | 21  | 906    |
| 13.  | Patrice Servelle  | 15  | 11  | 16  | 8   | 18    | 15    | 20  | 12  | 876    |
| 14.  | Steven Holcomb    | 12  | 2   | 3   |     |       |       | 8   | 9   | 850    |
| 15.  | Karl Angerer      |     | 13  |     | 3   | 12    | 6     | 18  | 11  | 840    |
| 16.  | Edgars Maskalāns  | 17  | 12  | 17  | 18  | 10    | 14    | 15  | 16  | 840    |
| 17.  | Edwin van Calker  | 6   | 23  | 20  | 6   | 19    | 17    | 18  | 15  | 816    |
| 18.  | Jürgen Loacker    | 17  | 17  | 13  |     | 9     | 9     | 17  | 16  | 784    |
| 19.  | Ivo Danilevič     | 21  | 18  | dsq | 15  | 8     | 22    | 21  | 14  | 636    |
| 20.  | Lee Johnston      | 13  | 20  | 21  | 16  | 20    | 20    | 22  | 25  | 578    |

### Bob à 4 masculin
| Pos. | Bobeur             | WIN | ALT | IGL | KON | SMO | WHI | PAR 1 | PAR 2 | Points |
| ---- | ------------------ | --- | --- | --- | --- | --- | --- | ----- | ----- | ------ |
| 1.   | Alexandre Zoubkov  | 2   | 2   | 1   | 6   | 1   | 3   | 3     | 3     | 1646   |
| 2.   | Jānis Miņins       | 6   | 4   | 4   | 3   | 10  | 1   | 2     | 2     | 1549   |
| 3.   | André Lange        | 1   | 2   | 7   | 3   | 9   |     | 7     | 12    | 1251   |
| 4.   | Steven Holcomb     | 3   | 7   | 2   |     |     | 2   | 1     | 1     | 1238   |
| 5.   | Wolfgang Stampfer  | 8   | 12  | 9   | 5   | 4   | 7   | 9     | 17    | 1224   |
| 6.   | Ivo Rueegg         | 14  | 6   | 13  | 15  | 7   | 8   | 5     | 4     | 1216   |
| 7.   | Beat Hefti         | 12  | 22  | 11  | 10  | 6   | 6   | 4     | 6     | 1184   |
| 8.   | Karl Angerer       |     | 1   |     | 1   | 3   | 9   | 6     | 11    | 1114   |
| 9.   | Edwin van Calker   | 5   | 16  | 5   | 2   | 13  |     | 10    | 9     | 1098   |
| 10.  | Pierre Lueders     | 11  |     | 17  | 8   | 8   | 4   | 12    | 7     | 1032   |
| 11.  | Edgars Maskalāns   | 14  | 5   | 15  | 11  | 12  | 21  | 11    | 10    | 1006   |
| 12.  | Thomas Florschütz  | 9   |     | 6   | 13  | 2   | 11  | 15    | 19    | 972    |
| 13.  | Todd Hays          | 13  | 19  | 9   | 9   | 5   | 5   |       |       | 866    |
| 14.  | Lee Johnston       | 10  | 19  | 11  | 14  | 15  | 12  |       | 16    | 794    |
| 15.  | Lyndon Rush        | 22  | 15  | 14  | 18  | 23  | 14  | 14    | 13    | 746    |
| 16.  | Dmitry Abramovitch |     |     | 3   | 7   |     |     | 8     | 8     | 688    |
| 17.  | Ivo Danilevič      | 21  | 18  | 22  | 12  | 22  | 13  | 20    | 15    | 674    |
| 18.  | Daniel Schmid      | 17  | 13  | 16  | 19  | 11  |     | 16    | 21    | 672    |
| 19.  | Patrice Servelle   | 20  | 11  | 20  | 17  | 18  | 15  | 21    | 24    | 651    |
| 20.  | Simone Bertazzo    | 18  | 14  | 24  | 21  | 19  | 18  | 19    | 18    | 607    |

### Bob à 2 féminin
| Pos. | Bobeuse             | WIN | ALT | IGL | KON | SMO 1 | SMO 2 | WHI | PAR | Points |
| ---- | ------------------- | --- | --- | --- | --- | ----- | ----- | --- | --- | ------ |
| 1.   | Sandra Kiriasis     | 2   | 1   | 3   | 2   | 1     | 1     | 5   | 3   | 1679   |
| 2.   | Cathleen Martini    | 3   | 2   | 5   | 4   | 2     | 2     | 7   | 1   | 1599   |
| 3.   | Nicola Minichiello  | 9   | 7   | 6   | 2   | 3     | 3     | 9   | 6   | 1434   |
| 4.   | Shauna Rohbock      | 7   | 3   | 2   | 1   | 6     | 6     | 1   |     | 1380   |
| 5.   | Claudia Schramm     | 5   | 5   | 9   | 7   | 4     | 7     | 10  | 7   | 1360   |
| 6.   | Helen Upperton      | 1   | 4   | 1   | 9   | 10    | 5     | 4   |     | 1314   |
| 7.   | Kaillie Humphries   | 6   | 8   | 7   | 5   | 5     | dnf   | 2   | 2   | 1292   |
| 8.   | Sabina Hafner       | 10  | 6   | 8   | 8   | 7     | 8     | 12  | 4   | 1288   |
| 9.   | Erin Pac            | 4   | 10  | 4   | 6   | 9     | 4     | 3   |     | 1248   |
| 10.  | Esme Kamphuis       | 13  | 11  | 10  | 10  | 11    | 9     | 8   | 8   | 1152   |
| 11.  | Fabienne Meyer      | 15  | 13  | 11  | 11  | 8     | 10    | 14  | 14  | 1024   |
| 12.  | Victoria Tokovaia   | 11  | 11  | 14  | 13  | 12    | 15    | 13  | 10  | 1000   |
| 13.  | Jessica Gillarduzzi | 12  |     | 16  | 14  | 15    | 12    | 15  | 12  | 800    |
| 14.  | Isabel Baumann      | 14  |     | 15  | 12  | 14    | 11    | 16  |     | 688    |
| 15.  | Manami Hino         | 19  | dns | 18  | 15  | 16    | 13    | 18  | 15  | 658    |
| 16.  | Lisa Szabon         | 8   | 9   | 13  | 17  | 13    | dsq   |     |     | 640    |
| 17.  | Anastasia Skulkina  | 17  | 15  |     | 16  | 17    | 17    |     |     | 464    |
| 18.  | Francesca Iossi     | 16  |     | 17  | 18  | 19    | 14    |     |     | 450    |
| 19.  | Carmen Radenovici   | 21  |     | 19  | 20  | 18    | 16    |     |     | 380    |
| 20.  | Christina Hengster  | 20  | 14  | 12  |     |       |       | 20  |     | 376    |

## Calendrier et podiums
| 1. Winterberg (29 novembre - 30 novembre 2008) |           |                                                                   |                                                                              |                                                                       |
| Date                                           | Épreuve   | Vainqueur                                                         | Deuxième                                                                     | Troisième                                                             |
| 30/11/2008                                     | Bob à 4 H | Allemagne Andre Lange Alexander Roediger Kevin Kuske Martin Putze | Russie Alexsandr Zubkov Roman Oreshnikov Dmitry Trunenkov Dmitriy Stepushkin | États-Unis Steven Holcomb Justin Olsen Steve Mesler Curtis Tomasevicz |
| 29/11/2008                                     | Bob à 2 H | Suisse Beat Hefti Thomas Lamparter                                | Allemagne Andre Lange Kevin Kuske                                            | Allemagne Thomas Florschütz Marc Kuehne                               |
| 29/11/2008                                     | Bob à 2 F | Canada Helen Upperton Jennifer Ciochetti                          | Allemagne Sandra Kiriasis Romy Logsch                                        | Allemagne Cathleen Martini Janine Tischer                             |

| 2. Altenberg (6 décembre - 7 décembre 2008) |           |                                                                    |                                                                   |                                                                              |
| Date                                        | Épreuve   | Vainqueur                                                          | Deuxième                                                          | Troisième                                                                    |
| 7/12/2008                                   | Bob à 4 H | Allemagne Karl Angerer Andreas Udvari Matej Juhart gregor Bermbach | Allemagne Andre Lange Alexander Roediger Kevin Kuske Martin Putze | Russie Alexsandr Zubkov Roman Oreshnikov Dmitry Trunenkov Dmitriy Stepushkin |
| 6/12/2008                                   | Bob à 2 H | Allemagne Andre Lange Kevin Kuske                                  | États-Unis Steven Holcomb Justin Olsen                            | Suisse Beat Hefti Thomas Lamparter                                           |
| 6/12/2008                                   | Bob à 2 F | Allemagne Sandra Kiriasis Berit Wiacker                            | Allemagne Cathleen Martini Janine Tischer                         | États-Unis Shauna Rohbock Elana Meyers                                       |

| 3. Igls (12 décembre - 14 décembre 2008) |           |                                                                              |                                                                       |                                                                     |
| Date                                     | Épreuve   | Vainqueur                                                                    | Deuxième                                                              | Troisième                                                           |
| 14/12/2008                               | Bob à 4 H | Russie Alexsandr Zubkov Roman Oreshnikov Dmitry Trunenkov Dmitriy Stepushkin | États-Unis Steven Holcomb Justin Olsen Steve Mesler Curtis Tomasevicz | Russie Dmitry Abramovitch Philipp Egorov Andrey Jurkov Petr Molseev |
| 13/12/2008                               | Bob à 2 H | Allemagne Thomas Florschütz Marc Kuehne                                      | Suisse Beat Hefti Thomas Lamparter                                    | États-Unis Steven Holcomb Justin Olsen                              |
| 12/12/2008                               | Bob à 2 F | Canada Helen Upperton Heather Moyse                                          | États-Unis Shauna Rohbock Valerie Fleming                             | Allemagne Sandra Kiriasis Romy Logsch                               |

| 4. Königssee (5 janvier 2009 - 11 janvier 2009) |           |                                                                 |                                                                                    | |
| Date                                            | Épreuve   | Vainqueur                                                       | Deuxième                                                                           | Troisième |
| 11/01/2009                                      | Bob à 4 H | Allemagne Karl Angerer Andreas Udvari Alex Mann Gregor Bermbach | Pays-Bas Edwin van Calker Arnold van Calker Sybren Jansma Arno Klaasen             | Allemagne André Lange Rene Hoppe Alexander Roediger Martin Putze Lettonie Janis Minins Daumants Dreiškens Oskars Melbardis Intars Dambis |
| 10/01/2009                                      | Bob à 2 H | Allemagne Thomas Florschütz Marc Kuehne                         | Suisse Ivo Rueegg Cédric Grand                                                     | Russie Alexsandr Zubkov Dmitry Trunenkov Allemagne Karl Angerer Alex Mann                                                                |
| 10/01/2009                                      | Bob à 2 F | États-Unis Shauna Rohbock Valerie Fleming                       | Royaume-Uni Nicola Minichiello Gillian Cooke Allemagne Sandra Kiriasis Romy Logsch | |

| 5. Saint-Moritz (11 janvier 2009 - 18 janvier 2009) |               |                                                                              |                                                                           |                                                                    |
| Date                                                | Épreuve       | Vainqueur                                                                    | Deuxième                                                                  | Troisième                                                          |
| 18/01/2009                                          | Bob à 4 H     | Russie Alexsandr Zubkov Roman Oreshnikov Dmitry Trunenkov Dmitriy Stepushkin | Allemagne Thomas Florschütz Marc Kuehne Andreas Barucha Alexander Metzger | Allemagne Karl Angerer Andreas Udvari Thomas Poege Gregor Bermbach |
| 15/01/2009                                          | Bob à 2 H (1) | Canada Pierre Lueders David Bissett                                          | Suisse Ivo Rueegg Roman Handschin                                         | Suisse Beat Hefti Thomas Lamparter                                 |
| 17/01/2009                                          | Bob à 2 H (2) | Canada Pierre Lueders David Bissett                                          | Allemagne André Lange Martin Putze                                        | Suisse Beat Hefti Thomas Lamparter                                 |
| 15/01/2009                                          | Bob à 2 F (1) | Allemagne Sandra Kiriasis Berit Wiacker                                      | Allemagne Cathleen Martini Janine Tischer                                 | Royaume-Uni Nicola Minichiello Gillian Cooke                       |
| 16/01/2009                                          | Bob à 2 F (2) | Allemagne Sandra Kiriasis Berit Wiacker                                      | Allemagne Cathleen Martini Janine Tischer                                 | Royaume-Uni Nicola Minichiello Gillian Cooke                       |

| 6. Whistler (février 2009) |           |                                                                         |                                                                       |                                                                      |
| Date                       | Épreuve   | Vainqueur                                                               | Deuxième                                                              | Troisième                                                            |
| 8/01/2009                  | Bob à 4 H | Lettonie Janis Minins Daumants Dreiškens Oskars Melbardis Intars Dambis | États-Unis Steven Holcomb Justin Olsen Steve Mesler Curtis Tomasevicz | Russie Alexsandr Zubkov Philipp Egorov Petr Moiseev Alexey Andryunin |
| 7/02/2009                  | Bob à 2 H | Allemagne Thomas Florschütz Marc Kuehne                                 | Suisse Beat Hefti Thomas Lamparter                                    | Canada Pierre Lueders David Bissett                                  |
| 6/02/2009                  | Bob à 2 F | États-Unis Shauna Rohbock Elana Meyers                                  | Canada Kaillie Humphries Heather Moyse                                | États-Unis Erin Pac Michelle Rzepka                                  |

| 7. Park City (février 2009) |           |                                                                       |                                                                         |                                                                              |
| Date                        | Épreuve   | Vainqueur                                                             | Deuxième                                                                | Troisième                                                                    |
| 13/12/2008                  | Bob à 4 H | États-Unis Steven Holcomb Justin Olsen Steve Mesler Curtis Tomasevicz | Lettonie Janis Minins Daumants Dreiškens Oskars Melbardis Intars Dambis | Russie Alexsandr Zubkov Roman Oreshnikov Dmitry Trunenkov Dmitriy Stepushkin |
| 14/12/2008                  | Bob à 4 H | États-Unis Steven Holcomb Justin Olsen Steve Mesler Curtis Tomasevicz | Lettonie Janis Minins Daumants Dreiškens Oskars Melbardis Intars Dambis | Russie Alexsandr Zubkov Roman Oreshnikov Dmitry Trunenkov Dmitriy Stepushkin |
| 13/12/2008                  | Bob à 2 H | Russie Alexsandr Zubkov Alekseï Voïevoda                              | Allemagne Thomas Florschütz Marc Kuehne                                 | Suisse Beat Hefti Thomas Lamparter                                           |
| 13/12/2008                  | Bob à 2 F | Allemagne Cathleen Martini Janine Tischer                             | Canada Kaillie Humphries Shelley-Ann Brown                              | Allemagne Sandra Kiriasis Patricia Polifka                                   |